# Нікі Ніколь
Ніколь Деніз Кукко (ісп. Nicole Denise Cucco, нар. 25 серпня 2000, Росаріо, Аргентина), професійно відома як Нікі Ніколь — аргентинська реперка і співачка. Здобула популярність своїми синглами «Wapo Traketero», «Colocao», «Mamichula» і «Mala Vida».

## Раннє життя
Народилася в Росаріо, Аргентина, в сім'ї середнього класу. Виявила інтерес до музики в дуже ранньому віці. Здобула освіту у Colegio Comunidad Educativa La Paz.

## Кар'єра
У квітні 2019 року Нікі Ніколь випустила пісню «Wapo Traketero» під продюсуванням Гонсало Феррейри. У серпні 2019 співачка співпрацювала з аргентинським продюсером Bizarrap над тринадцятим випуском його шоу «Music Sessions». Пісня з їх сумісного «Music Sessions» посіла третє місце в Billboard Argentina Hot 100, піднявши популярність обох виконавців у країні. Пізніше того ж місяця Нікі Ніколь випустила свій другий сингл під назвою «Años Luz».
8 листопада 2019 року Нікі Ніколь випустила свій дебютний альбом Recuerdos, в записі якого взяли участь Bizarrap (продюсер), Cazzu і Duki. Після альбому вийшов кліп на сингл «Diva».
У травні 2020 року співачка випустила свій сингл «Colocao», який посів шосте місце в рейтингу Argentina Hot 100 і 48 місце в Іспанії. У серпні Нікі Ніколь стала першою аргентинкою, яка очолила чарт Argentina Hot 100 з «Mamichula», сумісно з аргентинським репером Trueno і Bizarrap. Пісня також посіла перше місце в Іспанії і досягла платинового статусу в країні.
Її виступ сумісно з Lunay на The Tonight Show з Джиммі Феллоном в квітні 2021 року отримав багато уваги в пресі Аргентини, оскільки вона була першою аргентинською артисткою, що виступила на шоу.
28 жовтня 2021 року Нікі Ніколь презентувала свій альбом «Parte de Mí». У цьому альбомі також беруть участь кілька виконавців, якими співачка особисто захоплюється, як-от Rauw Alejandro, Delaossa, Dread Mar-I та Trueno.
12 листопада 2021 року Нікі Ніколь спільно з Los Angeles Azules випустила пісню «Otra Noche».
3 грудня 2021 року Кукко співпрацювала з Aitana над створенням латиноамериканської поп-пісні «Formentera».
5 січня 2022 року Ніколь співпрацювала з Tiago Pzk, Lit Killah, María Becerra (Entre Nosotros Remix).

## Дискографія
- Recuerdos (2019)
- Parte de Mí (2021)

## Нагороди та номінації
| Рік  | Нагорода                     | Категорія                                            | Номінована робота | Результат  |
| ---- | ---------------------------- | ---------------------------------------------------- | ----------------- | ---------- |
| 2019 | Martin Fierro Digital Awards | Найкращий виконавець                                 | Nicki Nicole      | Номіновано |
| 2020 | Spotify Awards               | Radar Artist — Trap іспанською мовою                 | Nicki Nicole      | Перемога   |
| 2020 | Spotify Awards               | Виконавець з найбільшої кількістю стримів            | Nicki Nicole      | Перемога   |
| 2020 | Gardel Awards                | Найкращий альбом нового виконавця                    | Recuerdos         | Номіновано |
| 2020 | Gardel Awards                | Найкращий Trap/Urban альбом або пісня                | Recuerdos         | Номіновано |
| 2020 | Gardel Awards                | Best Trap/Urban Collaboration                        | «Shorty»          | Номіновано |
| 2020 | Latin Grammy 2020            | Найкращий новий виконавець                           | Nicki Nicole      | Номіновано |
| 2020 | MTV EMA 2020                 | Найкращий новий виконавець півдня Латинської Америки | Nicki Nicole      | Номіновано |
| 2020 | Premios Quiero               | Найкраще жіноче музичне відео                        | «Diva»            | Номіновано |
| 2020 | Premios Quiero               | Найкраще Rap/Trap/Hip Hop музичне відео              | «Colocao»         | Номіновано |
| 2020 | Premios Quiero               | Найкраще Rap/Trap/Hip Hop музичне відео              | «Mamichula»       | Перемога   |
| 2020 | Premios Quiero               | Музичне відео року                                   | «Mamichula»       | Номіновано |
| 2020 | LOS40 Music Awards 2020      | Найкращий новий латиноамериканський виконавець       | Nicki Nicole      | Номіновано |
| 2021 | Gardel Awards                | Пісня року                                           | «Colocao»         | Номіновано |
| 2021 | Gardel Awards                | Найкраща Urban/Trap пісня або альбом                 | «Colocao»         | Номіновано |
| 2021 | Gardel Awards                | Найкраща Urban/Trap пісня або альбом                 | «Mamichula»       | Номіновано |
| 2021 | Gardel Awards                | Найкраща Urban/Trap колаборація                      | «Mamichula»       | Перемога   |
| 2021 | Gardel Awards                | Найкраща Urban/Trap колаборація                      | «Verte»           | Номіновано |
| 2021 | LOS40 Music Awards 2021      | Найкращий новий латиноамериканський виконавець       | Nicki Nicole      | Перемога   |